# 未来から来たトッド
『未来から来たトッド』(Todd)はアメリカのミュージシャン、トッド・ラングレン(Todd Rundgren)による5枚目のスタジオ・アルバムであり2作目の2枚組アルバム。1974年2月にベアズヴィル・レコードからリリースされた。前年の『A Wizard, a True Star』に続く作品でギター演奏とシンセサイザーの使用が比較的多くなっている。
収録曲の約半分はラングレンが単独で演奏し残りの半分はさまざまな編成のミュージシャンとの共演によって録音された。アメリカではアルバムが最高54位、リード・シングル「A Dream Goes On Forever」は69位を記録した。

## 背景
1973年3月、トッド・ラングレンの4作目のアルバム『A Wizard, a True Star』がリリースされた。録音はマンハッタンに新設された彼のスタジオ「シークレット・サウンド・スタジオ」で行われ音響や構成は彼が最近取り組んでいたサイケデリック・ドラッグの実験に大きく影響を受けていた。
このアルバムの批評家からの評価は賛否が分かれラングレン自身によれば「プロとしての自殺行為」とまで見なされていたという。リリース後の数週間で彼はニューヨーク・ドールズのデビュー・アルバムやグランド・ファンク・レイルロードの『We're an American Band』のプロデュースを手がけた。
さらに彼はユートピアという新バンドを結成し技術的に野心的なステージ・ショーを準備した。これはナッズ以来の彼にとって初の正式なバンドだった。しかし、このツアーは技術的負荷の大きさから開始からわずか数週間で中止されることになる。
プロデュース業が一段落するとラングレンはユートピアのより良い編成を考え始めるがその前に再びシークレット・サウンドに戻り『Todd』の収録曲となる楽曲の録音を始めた。これらもまた幻覚体験をもとにした内容だった。
加えて、この頃のラングレンは宗教やスピリチュアリティにも強い関心を持ち始めマンハッタンのオカルト書店で見つけたヘレナ・ブラヴァツキー、ルドルフ・シュタイナー、ジッドゥ・クリシュナムルティといった著者の著作を読み漁った。彼は「サイケデリック体験が自分の個人的な歴史だけでなく人類の“意味を求める探求”の歴史の中でどう位置づけられるのかに強い興味を持ち始めた」と語っている。

## スタイルと制作
『A Wizard, a True Star』に比べて『Todd』ではシンセサイザーの使用頻度が大きく増しているが、ラングレンの持ち味であるギター、ピアノ、環境音(ファウンド・サウンド)も依然として取り入れられている。音楽スタイルはギルバート&サリヴァン風のショー・チューンからフィラデルフィア・ソウルとプログレッシブ・ロックの融合まで非常に幅広い。
「Hello It’s Me」の成功もあり当時のラングレンは主にシンガーソングライター系バラードの人として認識されていた。1974年3月、雑誌『Phonograph Record』に寄せた記事でラングレンは次のように語っている。
「『Todd』は今まで出したアルバムの中で最もバラードが少ない作品だと思う。ギターの演奏も多いしバリエーションもある。自分がインスピレーションを感じたことをそのままやるだけでもしロックンロールをあまりやりたい気分でなければ特に他のバンドで発散する必要もない。」
さらにこのアルバムのコンセプトについて彼は次のように説明している。
「このアルバム全体は意識の状態(states of consciousness)をテーマにしている。『Wizard』では音楽を物質的な反応ではなく別の形の反応に基づいて表現するという新たなコミュニケーションの始まりだった。そのアルバムでは新しい“言語”を発見した段階であり『Todd』ではそれを使って“何を見つけたか”を語っている。つまり、物質的なもの以外に注意を向けることで見えてきた別の意識状態に関する話だ。」
「『Wizard』では15秒から10分までという極端な楽曲の長さを試した。『Todd』ではそれをさらに洗練させてすべての制限を取り払うという発想に至った。『6つの渦(six spirals)』を取り除き『歌詞のテーマも、音のスタイルも、曲の長さも、果たしてそれが音楽なのかすらもすべて制限はない。』」
レコーディングは1973年7月から8月にかけて行われ収録曲の約半分はラングレンが単独で演奏し、残りはさまざまなミュージシャンと共に録音された。当初は1枚組の予定だったが予想以上に多くの素材が録音されたため2枚組となった。
この制作過程の中でラングレンはドラマーのケヴィン・エルマンとベーシストのジョン・ジーグラーの間に感じた"フュージョン・ジャズ的な感覚”に注目し、モーギー・クリングマン、キーボーディストのラルフ・シャケットと共に新しいユートピアの編成を構成した。
このラインナップは1973年8月25日、セントラルパークで行われたライブで初演を迎えた。この日にはブレッカー・ブラザーズやホール&オーツも出演していた。このライブは「Sons of 1984」の録音を目的としており、後日ロサンゼルスのグリフィス・パークでオーバーダブ用の追加ライブも行われた。
「観客に歌詞を教えて一緒に歌ってもらった。正直、うまくいくとは思っていなかったけど実際はすごく良かった。…このやり方で全曲作ることも考えた。ツアーで各地の観客に曲を教えて、録音して、それをつなげれば“各都市の声”による1枚のアルバムができるんじゃないかと。」
後に彼はこのアルバムについてこうも述べている。
「自分のサイケデリック体験は物事の本質をより深く理解するためのスピリチュアルな探求の一部だった。だから『Todd』は自然と秩序立っているが同時にテレパシー的な共感といった代替的な概念も扱っている。『I Think You Know』では『君が気づくとき、僕も同じ瞬間に気づいている』という内容でこれはまさにテレパシーの構図だ。」

## リリース
『Todd』は当初1973年12月にリリースされる予定だったが1973年のオイルショックによるビニール不足の影響で翌年2月まで延期された。
アルバムのスリーブ(ジャケット)には前作『A Wizard, a True Star』のスリーブに封入されていた返信用ポストカードを送り返したファンの名前のリストが掲載されていた。
ユートピアは1973年11月から12月にかけてライブ活動を継続し、事前録音されたトラック演奏をバックにラングレンのソロによるピアノをオープニングに『Something/Anything?』や『Wizard』の楽曲をバンド編成で披露した。ライブは『Todd』のリリースに合わせて1974年3月に再開され5月まで続けられた。
シングルカットされた「A Dream Goes on Forever」はもともと『Wizard』のために書かれた曲だったが最終的に『Todd』のために録音・収録された。

## 批評家の反応
音楽評論家ロバート・クリストガウ(『Creem』誌)は『Todd』についてこう評している。
「ずっとトッドに好意的に見てきたが今度は逆に疑いの目を向けざるを得ない。1面と4面では役に立つ瞬間が電子音のガラクタの山に埋もれているし、2面と3面でどうにか立ち直っているもののその割合は非効率的かつ非生態的だ。誠実な志が込められているのかもしれないが自己欺瞞的なのが残念だ。」
ニック・ケント(『NME』誌)は次のように記している。
「初めて聴いたときこのアルバムは長い間出会った中で最も苛立たしい作品だった。バラバラな電子音の落書きの合間に『Something/Anything?』や『Wizard』に似たが劣る曲が並んでいる。」
『Creem』誌のウェイン・ロビンズもアルバムが一般リスナーには難解すぎるとしつつもこう述べている。
「ノイズや時折見られる作曲の代わりの過剰な遊び心をかき分けるとトッドはようやく自分の“言葉”を見つけたように思える。彼は耳にとっての“グラン・ブフ(飽食の饗宴）”を創り上げた。それはある者にとっては創造的なごちそうだが別の者にとっては吐き気を催すものだ。」
ジョン・ティヴェン(『Zoo World』)はトッドの進化を「退屈な下降線」と評する者に対してこう反論している。
「判断を下す前に何度も聴き込むことを勧める。構成とプロダクションの両面で極めて複雑かつ混乱したアルバムだが、無駄な空白が多い一方で素晴らしい素材もたくさん埋もれている。」
『NME』のアンドリュー・タイラーは『Todd』が『Wizard』ほど良くはないとし、こう語っている。
「『Todd』は『Wizard』と同様に決定的で脳を揺さぶる瞬間もあるが、全体的には混乱していて不穏な雰囲気がある。まるでラングレンが宇宙的な祝祭に疲れ果て次に進むべき方向がわからなくなってしまったかのようだ。再び広大な虚空へ放り出されるが今回は凍りついて戻る手段もないように感じられる。」
後年、スティーブン・トーマス・アールワイン(『AllMusic』)はこう評価している。
「このアルバムには重要な楽曲も含まれているが、実験と過剰さが退屈で熱心なファン以外には“必聴”とは言い難い。ただし、そのファンにとっては荒削りな中にある宝石のような瞬間が報われる価値を持っている。」
『The Rough Guide to Rock』(2003年)のニコラス・オリヴィエはさらに辛辣にこう述べている。
「史上最も退屈な二枚組アルバムの一つ。ギルバート&サリヴァンのカバーや『Sons of 1984』では3000人の合唱までやってのけているが、これではラングレンが自分を真剣に捉えすぎているようにしか見えない。」
一方で、バンドXTCのギタリストデイヴ・グレゴリーはBBCラジオで「The Last Ride」を聴いたことでラングレンの生涯のファンになった。
「彼の反骨精神が大好きだった。才能があるからこそ業界に中指を立てて『これが俺の作品だ、気に入るかどうかは勝手にしろ』と言える人だった。」
後にラングレンはXTCの1986年のアルバム『Skylarking』をプロデュースしている。
『Todd』収録曲の「Izzat Love?」はNeon Indianの「Deadbeat Summer」で大々的にサンプリングされ「The Spark of Life」と「A Dream Goes On Forever」はCharli XCXの「So Far Away」で使われた。
2000年にはコリン・ラーキンの『All Time Top 1000 Albums』第3版において『Todd』は1000位にランクインした。

## ライブパフォーマンス
2010年、ラングレンは『Todd』と1981年のアルバム『Healing』を初めて全曲通してライブ演奏した。公演では大型ビデオスクリーンやレーザー演出が使われラングレンとバンドはさまざまなサイケデリックな衣装に身を包んでパフォーマンスを行った。

## 収録曲
| 全作詞・作曲: Todd Rundgren, except "Lord Chancellor's Nightmare Song" by Gilbert and Sullivan.。 |                                      |                                                                                       |                                                                                       |      |
| #                                                                                                 | タイトル                             | 作詞                                                                                  | 作曲・編曲                                                                            | 時間 |
| 1.                                                                                                | 「How About a Little Fanfare?」      | Todd Rundgren , except " Lord Chancellor's Nightmare Song " by Gilbert and Sullivan . | Todd Rundgren , except " Lord Chancellor's Nightmare Song " by Gilbert and Sullivan . | 1:03 |
| 2.                                                                                                | 「I Think You Know」                 | Todd Rundgren , except " Lord Chancellor's Nightmare Song " by Gilbert and Sullivan . | Todd Rundgren , except " Lord Chancellor's Nightmare Song " by Gilbert and Sullivan . | 3:04 |
| 3.                                                                                                | 「The Spark of Life」                | Todd Rundgren , except " Lord Chancellor's Nightmare Song " by Gilbert and Sullivan . | Todd Rundgren , except " Lord Chancellor's Nightmare Song " by Gilbert and Sullivan . | 6:23 |
| 4.                                                                                                | 「An Elpee's Worth of Toons」        | Todd Rundgren , except " Lord Chancellor's Nightmare Song " by Gilbert and Sullivan . | Todd Rundgren , except " Lord Chancellor's Nightmare Song " by Gilbert and Sullivan . | 2:09 |
| 5.                                                                                                | 「A Dream Goes On Forever」          | Todd Rundgren , except " Lord Chancellor's Nightmare Song " by Gilbert and Sullivan . | Todd Rundgren , except " Lord Chancellor's Nightmare Song " by Gilbert and Sullivan . | 2:21 |
| 6.                                                                                                | 「Lord Chancellor's Nightmare Song」 | Todd Rundgren , except " Lord Chancellor's Nightmare Song " by Gilbert and Sullivan . | Todd Rundgren , except " Lord Chancellor's Nightmare Song " by Gilbert and Sullivan . | 3:32 |
| 合計時間:                                                                                         | 合計時間:                            | 18:35                                                                                 |                                                                                       |      |

| #         | タイトル                                         | 作詞  | 作曲・編曲 | 時間 |
| --------- | ------------------------------------------------ | ----- | ---------- | ---- |
| 7.        | 「Drunken Blue Rooster」                         |       |            | 3:00 |
| 8.        | 「The Last Ride」                                |       |            | 4:48 |
| 9.        | 「Everybody's Going to Heaven/King Kong Reggae」 |       |            | 6:38 |
| 合計時間: | 合計時間:                                        | 14:27 |            |      |

| #         | タイトル                            | 作詞  | 作曲・編曲 | 時間 |
| --------- | ----------------------------------- | ----- | ---------- | ---- |
| 10.       | 「No. 1 Lowest Common Denominator」 |       |            | 5:12 |
| 11.       | 「Useless Begging」                 |       |            | 3:40 |
| 12.       | 「Sidewalk Cafe」                   |       |            | 2:15 |
| 13.       | 「Izzat Love?」                     |       |            | 1:55 |
| 14.       | 「Heavy Metal Kids」                |       |            | 4:16 |
| 合計時間: | 合計時間:                           | 17:20 |            |      |

| #         | タイトル                                                               | 作詞  | 作曲・編曲 | 時間 |
| --------- | ---------------------------------------------------------------------- | ----- | ---------- | ---- |
| 15.       | 「In and Out the Chakras We Go (Formerly: Shaft Goes to Outer Space)」 |       |            | 5:47 |
| 16.       | 「Don't You Ever Learn?」                                              |       |            | 6:04 |
| 17.       | 「Sons of 1984」                                                       |       |            | 4:34 |
| 合計時間: | 合計時間:                                                              | 16:31 |            |      |

## 参加ミュージシャン

### 演奏
- トッド・ラングレン-ギター、リード＆バッキング・ヴォーカル、シンセサイザー、エレクトリック＆アコースティック・ピアノ、オルガン(トラック2，5，6，13)、ベース(トラック2，3，5，11，13)、ドラムス(トラック2，5，13)、ドラム・マシーン、パーカッション、アレンジメントプロダクション、エンジニアリング
- モーギー・クリングマン-オルガン(トラック6，9，10，14)、グランド・ピアノ(トラック6，8)、エレクトリック・ピアノ(トラック16，17)、ハープシコード(トラック6)
- ラルフ・シュッケット－クラヴィネット(トラック9，10)、オルガン(トラック8，16，17)
- バッファロー・ビル・ゲルバーベース(トラック8)
- ジョン・シーグラー－ベース(トラック10，17)
- ジョン・ミラー-ベース(トラック9，14，16)
- ケヴィン・エルマン-ドラムス(トラック9，10，14，16，17)
- ウェルズ-ケリ-ドラムス(トラック8）
- ピーター・ポンゾル-ソプラノ・サクソフォン(トラック8)
- マイケル・ブレッカー-サクソフォン(トラック17)
- ランディ・ブレッカー－トランペット(トラック17)
- バリー・ロジャーズ-トロンボーン(トラック17）

### その他のクレジット
- スティーヴ・ハモンズ-プロジェクト・コーディネーション(アンクレジット)
- ポール・レスター-スリーヴ・ノーツ(アンクレジット)
- アレン・マクウィーニー-カヴァー・フォト
- ビル・クレイン,ジュニア-フォトグラフィー
- ジョエル・シャピロ-フォトグラフィー
- アンドリュー・ピアース-マスタリング(アンクレジット)
- サラ・サウシン-デザイン(アンクレジット)